# Mine de Rubaya

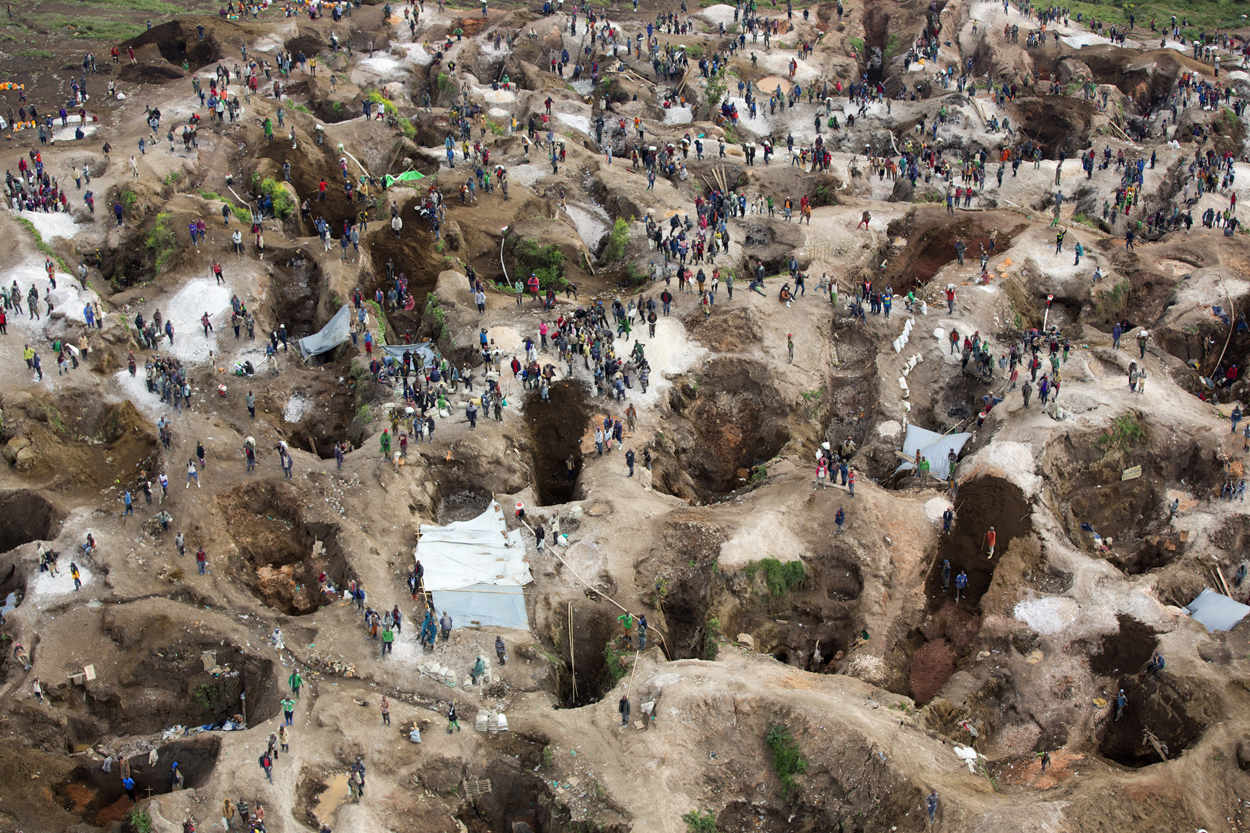
Mine de coltan près de Rubaya (Nord-Kivu) en 2014.

La mine de Rubaya est une cité minière de coltan située à l'est de la République démocratique du Congo. Elle produit 15 à 30 % du coltan mondial sur un site de 3 000 ha. Son minerais serait pur à 30 %.

## Histoire
Auparavant détenu par la Société aurifère du Kivu et du Maniema (en) (SAKIMA), le site est exploité depuis 2001 par la Société minière de Bizunzu (SMB), détenue par le député Édouard Mwangachuchu Hizi (en),,. En mars 2012, le ministère des mines atteste qu'elle n'est pas contrôlée par des groupes armés et que les droits de l'Homme y sont respectés. Cette validation gouvernementale est notamment une réponse à la loi Dodd-Frank aux Etats-Unis. Pour autant, la chaîne de traçabilité est difficile à mettre en place, d'autant plus quand la sécurité n'est pas assurée.
En 2013, la société autorise la Cooperamma, une coopérative de mineurs artisanaux, à exploiter les mines. La Cooperamma extrait alors les minerais, qui sont achetés puis exportés par la SMB,. Cette année-là, un effondrement provoque la mort d'une centaine de « creuseurs ».  La production est certifiée par l'Initiative de la chaîne d'approvisionnement en étain (ITSCI) à partir de 2014.

### Tensions avec l'ITSCI
En 2016, la SMB dénonce à l'ITSCI la « distribution d'étiquettes à des sites improductifs », notamment à la concession voisine de la SAKIMA. La surveillance du site imposée par la SMB tend les relations avec la coopérative, chacun s'accusant de recourir à des hommes armés.
La Société minière de Bizunzu quitte l'ITSCI en 2018. Des centaines de tonnes de minerais sont alors bloquées sur le site, provoquant des affrontements armés qui font des morts en 2019 et 2020. Les statistiques de production de la mine chutent. L'ONG Global Witness estime que la hausse de production de la concession voisine relève d'un blanchiment de minerais afin que la production puisse être validée par l'ITSCI.
Le ministère congolais des mines estime que la production de la SMB (90 % du coltan de la province) s'est reportée sur les concessions de la SAKIMA entre 2016 et 2021. Le groupe d'experts de l'ONU relève que « l'implication d’éléments des Forces armées de la RDC, la corruption de fonctionnaires, la contrebande et la fuite de minerais provenant de sites miniers non validés dans la chaîne d’approvisionnement légitime ».

### Conflit entre la RDC et le Rwanda voisin
La cité minière se trouve en zone de guerre depuis 2021, quand des groupes armés se disputent le contrôle de la région avec la résurgence du M23.
En 2023, le gouvernement congolais demande l'arrêt de la mine face à l'avancée du Mouvement du 23 mars. En mars, Édouard Mwangachuchu Hizi est arrêté, puis condamné à mort pour « trahison, détention illégale d'armes et participation à un mouvement insurrectionnel » (le M23) en octobre 2023. La mine passe sous le contrôle de la Coalition des patriotes résistants congolais - Force de frappe (PARECO-FF), un groupe wazalendo allié aux forces armées de la RDC dans la lutte contre le M23. Ce groupe contrôle l'extraction et exige des taxes. Une partie de la production est transférée vers le Rwanda,.
Le 30 avril 2024, le Mouvement du 23 mars s'empare de la mine de Rubaya, avec le soutien militaire rwandais,. Selon un rapport de l'ONU, ce « minerai de guerre » est transporté et blanchi dans les fonderies du Rwanda en étant mélangé à la production nationale,. Cette prise de contrôle a accrue l'activité de la mine, notamment en doublant les paies des mineurs et grâce à l'élargissement des routes entre Rubaya et Kirolirwe et Kabuhanga,,,. Selon la MONUSCO, « la consolidation du contrôle administratif du M23 sur le territoire de Masisi et de Rutshuru lui a permis d'établir un contrôle total sur la production de coltan ». Les taxes prélevées permettent de financer la rébellion du M23, rapportant jusqu'à 800 000 dollars par mois.